# Renneville (Eure)
Renneville és un municipi francès situat al departament de l'Eure i a la regió de Normandia. L'any 2007 tenia 240 habitants.

## Demografia

### Població
El 2007 la població de fet de Renneville era de 240 persones. Hi havia 72 famílies de les quals 12 eren unipersonals (4 homes vivint sols i 8 dones vivint soles), 20 parelles sense fills i 40 parelles amb fills.
La població ha evolucionat segons el següent gràfic:
Habitants censats

### Habitatges
El 2007 hi havia 82 habitatges, 78 eren l'habitatge principal de la família i 4 eren segones residències. Tots els 82 habitatges eren cases. Dels 78 habitatges principals, 71 estaven ocupats pels seus propietaris i 7 estaven llogats i ocupats pels llogaters; 1 tenia dues cambres, 10 en tenien tres, 15 en tenien quatre i 52 en tenien cinc o més. 65 habitatges disposaven pel capbaix d'una plaça de pàrquing. A 32 habitatges hi havia un automòbil i a 44 n'hi havia dos o més.

### Piràmide de població
La piràmide de població per edats i sexe el 2009 era:
| Homes | Edats   | Dones |
| ----- | ------- | ----- |
| 0     | 95 o +  | 0     |
| 0     | 90 a 94 | 0     |
| 0     | 85 a 89 | 0     |
| 0     | 80 a 84 | 0     |
| 0     | 75 a 79 | 4     |
| 0     | 70 a 74 | 0     |
| 0     | 65 a 69 | 0     |
| 8     | 60 a 64 | 0     |
| 4     | 55 a 59 | 12    |
| 12    | 50 a 54 | 0     |
| 12    | 45 a 49 | 24    |
| 8     | 40 a 44 | 8     |
| 8     | 35 a 39 | 4     |
| 8     | 30 a 34 | 12    |
| 0     | 25 a 29 | 0     |
| 8     | 20 a 24 | 0     |
| 8     | 15 a 19 | 8     |
| 12    | 10 a 14 | 8     |
| 12    | 5 a 9   | 8     |
| 0     | 0 a 4   | 12    |

## Economia
El 2007 la població en edat de treballar era de 165 persones, 131 eren actives i 34 eren inactives. De les 131 persones actives 124 estaven ocupades (74 homes i 50 dones) i 7 estaven aturades (3 homes i 4 dones). De les 34 persones inactives 9 estaven jubilades, 18 estaven estudiant i 7 estaven classificades com a «altres inactius».

### Ingressos
El 2009 a Renneville hi havia 78 unitats fiscals que integraven 213 persones, la mediana anual d'ingressos fiscals per persona era de 25.336 €.

### Activitats econòmiques
Dels 4 establiments que hi havia el 2007, 1 era d'una empresa de fabricació d'altres productes industrials, 1 d'una empresa de transport i 2 d'empreses classificades com a «altres activitats de serveis».
L'únic servei als particulars que hi havia el 2009 era una perruqueria.
L'any 2000 a Renneville hi havia 11 explotacions agrícoles que ocupaven un total de 736 hectàrees.

## Poblacions més properes
El següent diagrama mostra les poblacions més properes.